# Fronteira República do Congo–República Democrática do Congo
A fronteira entre a República do Congo e a República Democrática do Congo é a linha que limita os territórios da República do Congo e da República Democrática do Congo. Grande parte do limite é constituído pelo rio Congo, um dos maiores de África. As capitais dos dois países, Brazavile e Quinxassa, ficam em frente uma da outra, separadas pelo rio.

## História
Um aumento nas tensões entre os dois países foi observado durante a Guerra Fria, quando o Zaire (atual República Democrática do Congo) esteve sob influência ocidental, enquanto a República Popular do Congo se beneficiou da cooperação militar soviética.
Os conflitos internos e externos que os dois países vivem regularmente são fonte do deslocamento de refugiados, bem como a movimentação de combatentes e armas. A fronteira, em particular na sua porção terrestre (região de Pool), foi palco de inúmeros tráficos ilegais (armas ligeiras, drogas), em particular durante a década de 1990 (período de guerras civis em ambos os lados da fronteira).
Também existe pressão migratória ao longo da fronteira, resultante das disparidades econômicas entre os dois países: graças às receitas geradas pela extração do petróleo, a República do Congo é hoje um dos países mais ricos da África subsaariana. Uma proporção significativa, mas difícil de avaliar (as estimativas variam de 10 a 25%) da população de Brazavile é originária do Congo-Quinxassa. No outono de 2009, os distúrbios na província de Équateur (Congo-Quinxassa) fez com que cerca de 115.000 pessoas cruzassem a fronteira.